# Alan Wilson
Alan Wilson, född 4 juli 1943 i Arlington, Massachusetts, död 3 september 1970 i Topanga nära Los Angeles, Kalifornien, var en amerikansk musiker, som var med i bluesgruppen Canned Heat, där han var sångare, gitarrist och munspelare. Wilson kom från Boston-området, där hans talang upptäcktes av John Fahey som tog med honom till Kalifornien omkring 1965. I slutet av detta år deltog Wilson i bildandet av Canned Heat, men han spelade även med äldre bluesmusiker som Son House. Han var mycket närsynt, något som gav upphov till smek- och artistnamnet "Blind Owl".
Wilsons begåvning som sångare, kompositör och musiker bidrog till att Canned Heat fick ett stort publikt genombrott i slutet av 1960-talet. I flera fall utgick Wilson från klassiska bluesmästares alster som han skickligt omstöpte i modern form. Mest känd är "Going Up the Country", som byggde på Henry Thomas' "Bulldoze Blues" från 1920-talet.
Vid sidan om musiken engagerade sig Wilson starkt för miljörörelsen. Som person var han omvittnat skygg, tillbakadragen och kunde framstå som kufisk. Han led dessutom av depressioner, som förvärrades i takt med att gruppens framgångar blev större. Vid två tillfällen försökte han begå självmord, men utan att lyckas. Våren 1970 tillbringade han delvis på sjukhus för sina psykiska besvär, men kunde ändå medverka på albumet Hooker'n'Heat, som Canned Heat spelade in tillsammans med John Lee Hooker. Under sommaren 1970 lämnade han gruppen under en kort period, men han återvände efter någon vecka. I sånger som "Pulling Hair Blues", "Human Condition" och "My time ain't long" skildrade han sina svårigheter i livet på ett självutlämnande sätt.
Den 2 september 1970 avreste Canned Heat till Europa för att ge en konsert i Berlin. Alan Wilson dök aldrig upp på flygplatsen i Los Angeles och den övriga gruppen fick resa utan honom. Klockan 10.30 på morgonen den 3 september påträffades Alan Wilson död i sin sovsäck i Topanga Canyon i Kalifornien. Han bodde temporärt hos gruppens andre sångare Bob Hite och hittades alldeles intill dennes hem. De exakta omständigheterna är höljda i dunkel. Enligt polisrapporten hittades kroppen av en person vid namn Craig Hoppe, men Canned Heats manager Skip Taylor hävdar att det var han som gjorde upptäckten. Ingen vet vad Wilson gjorde under sitt sista dygn i livet eller den exakta tidpunkten för hans död. Dödsorsaken var en överdos av barbiturater, men meningarna går isär om det handlade om självmord eller en oavsiktlig överdos. I juli 2007 utgav musikjournalisten Rebecca Davis-Winters en biografi över Alan Wilson med titeln Blind Owl Blues.